# Seznam slovenských hráčů v NHL v sezóně 2002/2003
- Stanley Cup v této sezóně získal Jiří Bicek s týmem New Jersey Devils.

| Tým                   | Věk | Hráč               | Post | Počet zápasů ZČ | Branky ZČ | Asistence ZČ | Body ZČ | Počet zápasů v play off | Branky v play off | Asistence v play off | Body v play off |
| --------------------- | --- | ------------------ | ---- | --------------- | --------- | ------------ | ------- | ----------------------- | ----------------- | -------------------- | --------------- |
| St. Louis Blues       | 28  | Pavol Demitra      | F    | 78              | 36        | 57           | 93      | 7                       | 2                 | 4                    | 6               |
| Los Angeles Kings     | 30  | Žigmund Pálffy     | F    | 76              | 37        | 48           | 85      | Ne                      |                   |                      |                 |
| Ottawa Senators       | 23  | Marián Hossa       | F    | 80              | 45        | 35           | 80      | 18                      | 5                 | 11                   | 16              |
| Buffalo Sabres        | 28  | Miroslav Šatan     | F    | 79              | 26        | 49           | 75      | Ne                      |                   |                      |                 |
| Minnesota Wild        | 20  | Marián Gáborík     | F    | 81              | 30        | 35           | 65      | 18                      | 9                 | 8                    | 17              |
| Phoenix Coyotes       | 23  | Ladislav Nagy      | F    | 80              | 22        | 35           | 57      | Ne                      |                   |                      |                 |
| Washington Capitals   | 34  | Peter Bondra       | F    | 76              | 30        | 26           | 56      | 6                       | 4                 | 2                    | 6               |
| Boston Bruins         | 30  | Jozef Stümpel      | F    | 78              | 14        | 37           | 51      | 5                       | 0                 | 2                    | 2               |
| Montreal Canadiens    | 26  | Richard Zedník     | F    | 80              | 31        | 19           | 50      | Ne                      |                   |                      |                 |
| Toronto Maple Leafs   | 33  | Róbert Švehla      | D    | 82              | 7         | 38           | 45      | 7                       | 0                 | 3                    | 3               |
| Philadelphia Flyers   | 25  | Michal Handzuš     | F    | 82              | 23        | 21           | 44      | 13                      | 2                 | 6                    | 8               |
| Ottawa Senators       | 25  | Zdeno Chára        | D    | 74              | 9         | 30           | 39      | 18                      | 1                 | 6                    | 7               |
| Nashville Predators   | 25  | Vladimír Országh   | F    | 78              | 16        | 16           | 32      | Ne                      |                   |                      |                 |
| Phoenix Coyotes       | 22  | Branko Radivojevič | F    | 79              | 12        | 15           | 27      | Ne                      |                   |                      |                 |
| Los Angeles Kings     | 26  | Ľubomír Višňovský  | D    | 57              | 8         | 16           | 24      | Ne                      |                   |                      |                 |
| Philadelphia Flyers   | 25  | Radovan Somík      | F    | 60              | 8         | 10           | 18      | 5                       | 1                 | 1                    | 2               |
| Washington Capitals   | 25  | Ivan Čiernik       | F    | 47              | 8         | 10           | 18      | 2                       | 0                 | 1                    | 1               |
| Atlanta Thrashers     | 26  | Ľuboš Bartečko     | F    | 37              | 7         | 9            | 16      | Ne                      |                   |                      |                 |
| New York Rangers      | 25  | Ronald Petrovický  | F    | 66              | 5         | 9            | 14      | Ne                      |                   |                      |                 |
| Montreal Canadiens    | 21  | Marcel Hossa       | F    | 34              | 6         | 7            | 13      | Ne                      |                   |                      |                 |
| Florida Panthers      | 26  | Ivan Majeský       | D    | 82              | 4         | 8            | 12      | Ne                      |                   |                      |                 |
| New Jersey Devils     | 24  | Jiří Bicek         | F    | 44              | 5         | 6            | 11      | 5                       | 0                 | 0                    | 0               |
| Pittsburgh Penguins   | 21  | Tomáš Surový       | F    | 26              | 4         | 7            | 11      | Ne                      |                   |                      |                 |
| Minnesota Wild        | 34  | Ľubomír Sekeráš    | D    | 60              | 2         | 9            | 11      | 15                      | 1                 | 1                    | 2               |
| Phoenix Coyotes       | 26  | Radoslav Suchý     | D    | 77              | 1         | 8            | 9       | Ne                      |                   |                      |                 |
| Pittsburgh Penguins   | 25  | Richard Lintner    | D    | 29              | 4         | 2            | 6       | Ne                      |                   |                      |                 |
| San Jose Sharks       | 22  | Miroslav Zálešák   | F    | 10              | 1         | 2            | 3       | Ne                      |                   |                      |                 |
| Florida Panthers      | 22  | Branislav Mezei    | D    | 11              | 2         | 0            | 2       | Ne                      |                   |                      |                 |
| Carolina Hurricanes   | 20  | Tomáš Malec        | D    | 41              | 0         | 2            | 2       | Ne                      |                   |                      |                 |
| Buffalo Sabres        | 21  | Milan Bartovič     | F    | 3               | 1         | 0            | 1       | Ne                      |                   |                      |                 |
| St. Louis Blues       | 23  | Peter Sejna        | F    | 1               | 1         | 0            | 1       | Ne                      |                   |                      |                 |
| Columbus Blue Jackets | 22  | Andrej Nedorost    | F    | 12              | 0         | 1            | 1       | Ne                      |                   |                      |                 |
| Florida Panthers      | 22  | Juraj Kolník       | F    | 10              | 0         | 1            | 1       | Ne                      |                   |                      |                 |
| Buffalo Sabres        | 28  | Radoslav Hecl      | D    | 14              | 0         | 0            | 0       | Ne                      |                   |                      |                 |
| Nashville Predators   | 23  | Ján Lašák          | G    | 3               | 0         | 0            | 0       | Ne                      |                   |                      |                 |
| Calgary Flames        | 23  | Róbert Döme        | F    | 1               | 0         | 0            | 0       | Ne                      |                   |                      |                 |

- F = Útočník
- D = Obránce
- G = Brankář